# نیون
شهر نیون  در بخش نیون در ایالت وو در کشور سوئیس واقع شده‌است که ۱۶٬۳۰۰ نفر جمعیت دارد.

## نگارخانه

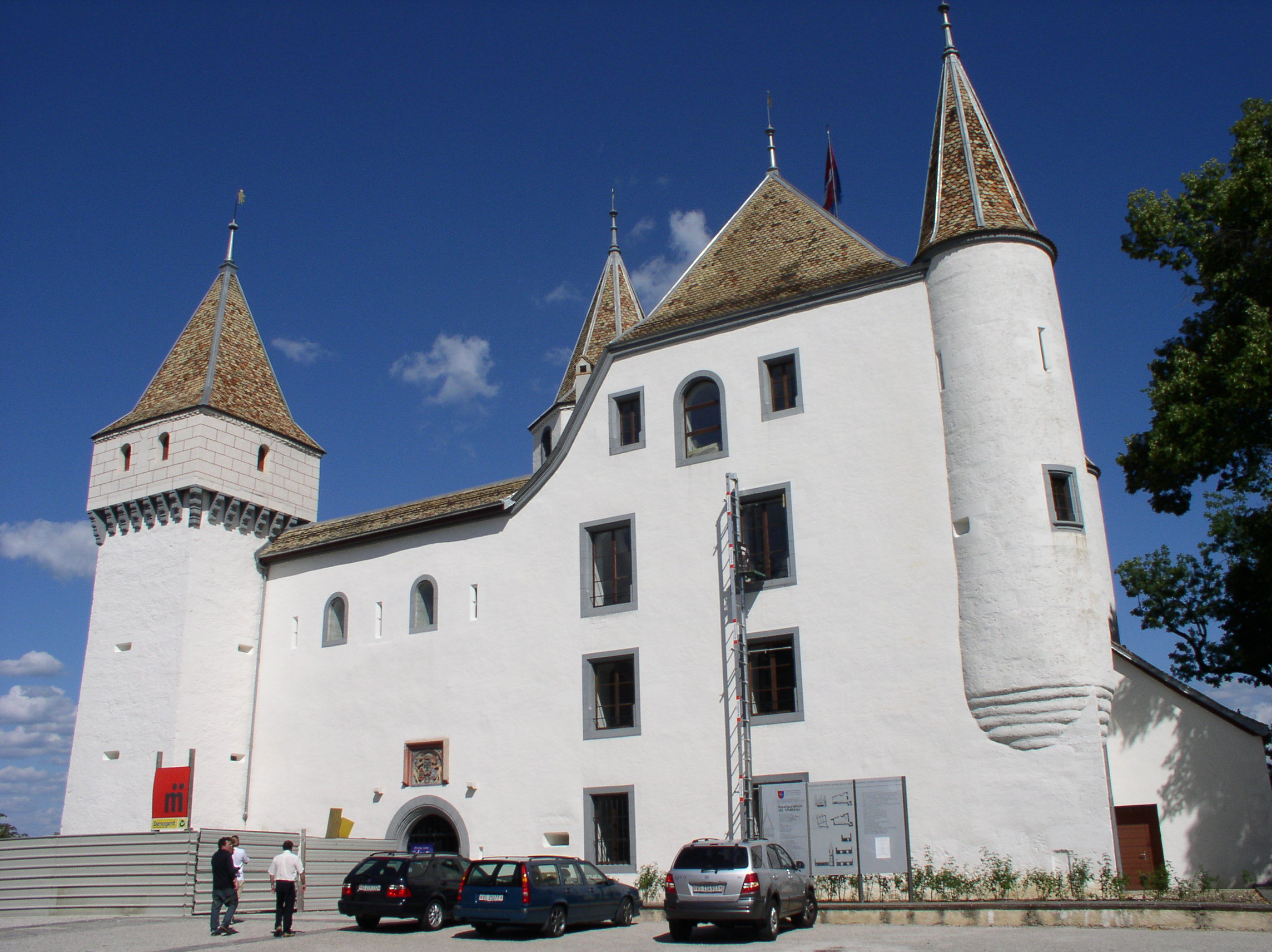
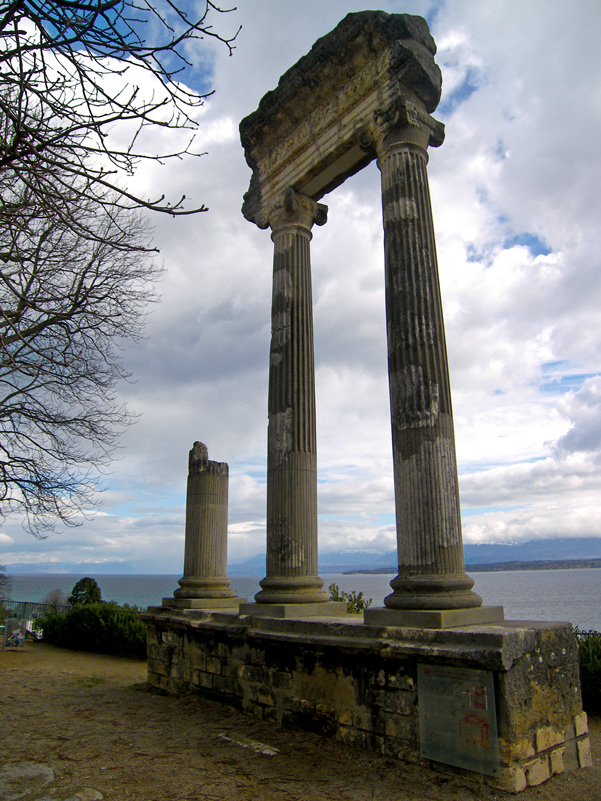
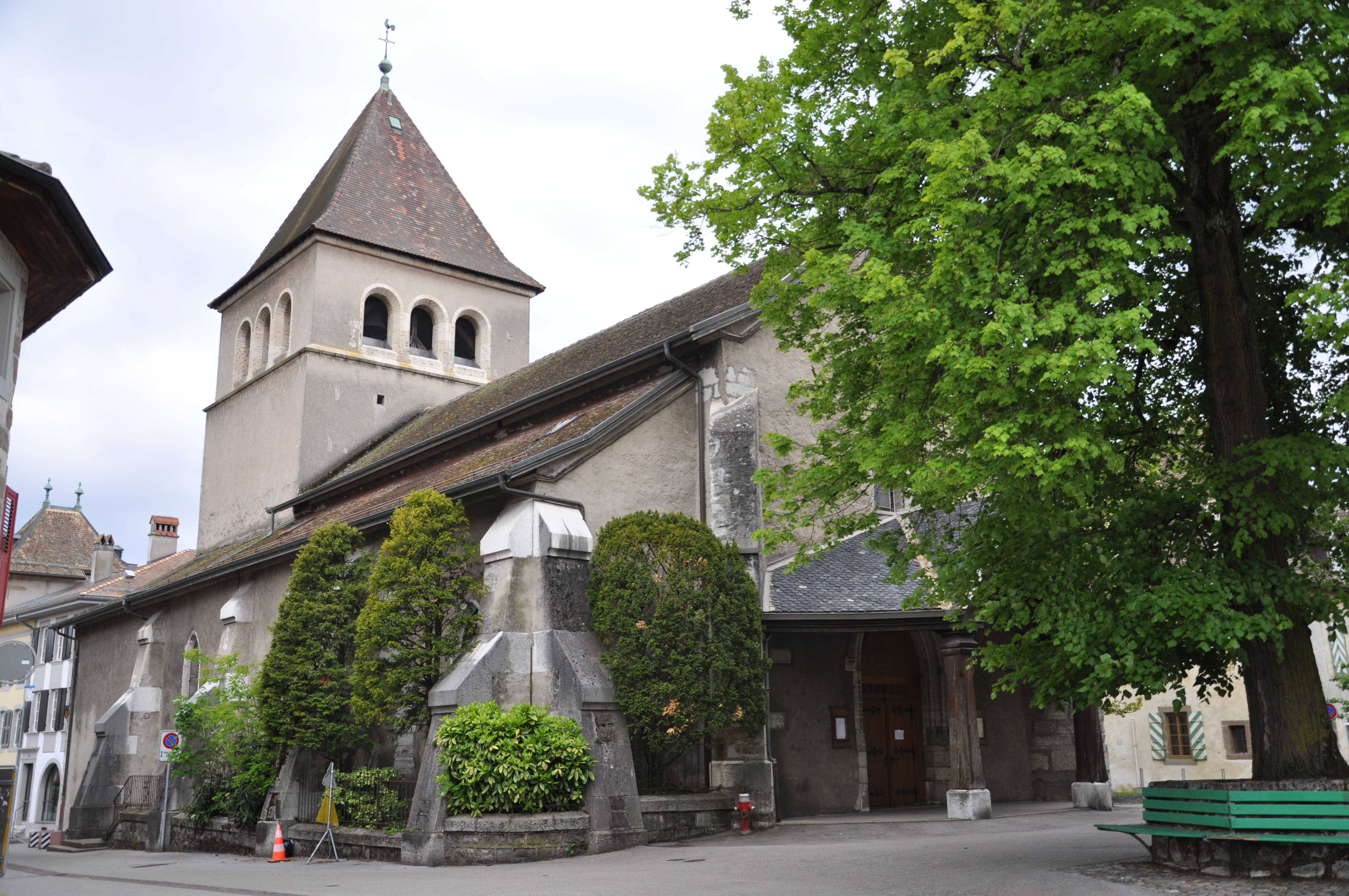